# Lieinix viridifascia
Lieinix viridifascia är en fjärilsart som först beskrevs av Butler 1872.  Lieinix viridifascia ingår i släktet Lieinix och familjen vitfjärilar. Inga underarter finns listade i Catalogue of Life.